# Stanisław Żmijan
Stanisław Żmijan (ur. 13 grudnia 1956 w Tarnogrodzie) – polski polityk, inżynier i samorządowiec, poseł na Sejm IV, V, VI, VII, VIII i IX kadencji.

## Życiorys
W 1980 ukończył studia inżynierskie na Wydziale Budownictwa Politechniki Lubelskiej. Po ukończeniu studiów pracował jako stażysta i laborant w Rejonie Budowy Dróg w Lublinie. Od 1982 do 1983 był słuchaczem Szkoły Podchorążych Rezerwy w Inowrocławiu. Od 1983 kierował pracownią w Dyrekcji Okręgowej Dróg Publicznych w Lublinie. W latach 1984–1989 pełnił funkcję zastępcy dyrektora Rejonu Dróg Publicznych we Włodawie, zaś w latach 1989–1991 był dyrektorem Rejonu Dróg Publicznych w Międzyrzecu Podlaskim. Od 1992 do 2000 był dyrektorem, a od 2000 prezesem zarządu Przedsiębiorstwa Drogowo-Mostowego w Międzyrzecu Podlaskim. W 1980 został członkiem Stowarzyszenia Inżynierów i Techników Komunikacji, a w 1994 członkiem Polskiego Stowarzyszenia Rzeczoznawców Majątkowych. W 2002 zasiadł w Lubelskiej Okręgowej Izbie Inżynierów Budownictwa.
W latach 1990–1998 zasiadał w radzie miejskiej Międzyrzeca Podlaskiego, a następnie do 2001 w sejmiku lubelskim I kadencji z ramienia Akcji Wyborczej Solidarność. W 2001 został działaczem Platformy Obywatelskiej, od 2011 do 2013 pełnił funkcję przewodniczącego struktur tej partii w województwie lubelskim (ponadto dwukrotnie, w 2005 i 2011, był p.o. przewodniczącego).
W wyborach w 2001, 2005 i 2007 uzyskiwał mandat posła na Sejm w okręgu chełmskim z listy PO. W wyborach w 2011 z powodzeniem ubiegał się o reelekcję, dostał 14 202 głosy. W wyborach w 2015, otrzymując 7135 głosów, ponownie został wybrany na posła.
W wyborach do Parlamentu Europejskiego w 2019 bezskutecznie ubiegał się z listy Koalicji Europejskiej jako reprezentant PO o mandat posła do PE w okręgu obejmującym województwo lubelskie. W wyborach do Sejmu w tym samym roku nie uzyskał poselskiej reelekcji, zajmując 3. miejsce (pierwsze niemandatowe) na okręgowej liście Koalicji Obywatelskiej.
W 2020 został zatrudniony na stanowisku zastępcy naczelnika Wydziału Strategii i Rozwoju Urzędu Miasta Międzyrzec Podlaski. W 2021 został wiceprzewodniczącym stowarzyszenia „Tak, Polska!” (związanego z Koalicją Polską). W tym samym roku wybrany na przewodniczącego PO w województwie lubelskim. 13 czerwca 2023 objął mandat posła IX kadencji w miejsce zmarłego Riada Haidara, przystępując do klubu KO. Nie utrzymał go na kolejną kadencję w wyborach w tym samym roku. W styczniu 2024 został dyrektorem lubelskiego ośrodka terenowego Krajowego Ośrodka Wsparcia Rolnictwa. W tym samym roku bez powodzenia kandydował do sejmiku jako lider listy KO w jednym z okręgów (otrzymał 8509 głosów).

## Wyróżnienia
W 2012 otrzymał tytuł honorowego obywatela miasta Międzyrzec Podlaski.